# José Luis Reséndez
José Luis Reséndez Santos, bardziej znany jako José Luis Reséndez (ur. 14 października 1978 roku w Monterrey, w stanie Nuevo León) – meksykański aktor i model. Znany w Polsce m.in. z roli Hilario Quijano w telenoweli Miłość jak tequila.
W latach 1998–2000 uczęszczał na kurs aktorski w CEA. W 2003 roku zdobył tytuł El Modelo México i reprezentował Meksyk podczas wyborów Mister World.
Spotykał się z Vanessą Arias i Adrianą Verástegui.

## Filmografia
- 2001: Przyjaciółki i rywalki (Amigas y Rivales) jako Juan
- 2002: Miłość i nienawiść (Entre el amor y el odio) jako Nazario Amaral
- 2002: Gra w życie (El Juego de la vida)
- 2002: Ścieżki miłości (Las vias del amor) jako Gigoló
- 2003: Kobieta, występ w realnym życiu (Mujer, casos de la vida real)
- 2003: Klasa 406 (Clase 406) jako Gilberto Bernal
- 2003: Clap (Clap!... El lugar de tus sueños) jako César
- 2005: Świt (Alborada) jako Andrés / Andrés Escobar
- 2005–2007: Macocha (La Madrastra ) jako Greco Montes
- 2006: Rany miłości (Heridas de amor) jako Fabricio Beltrán Campuzano
- 2007: Miłość jak tequila (Destilando Amor) jako Hilario Quijano
- 2007: Huragan w raju (Tormenta en el paraíso) jako David Bravo
- 2007–2009: Brzydula Betty (Ugly Betty) jako Esteban
- 2007–2009: Miłosny nokaut (Un gancho al corazón) jako Fausto Buenrostro
- 2009: Zabójca kobiet (Mujeres asesinas) jako Miguel
- 2009–2010: Kameleony (Camaleones) jako Pedro Recalde
- 2011: Dziedzictwo del Monte (Los Herederos del Monte) jako José del Monte
- 2011: Flor Salvaje jako Pablo Aguilar
- 2012: Corazón Valiente jako Juan Marcos Arroyo
- 2013: Dama y Obrero jako Pedro Pérez
- 2014–2015: Señora Acero jako Casio Martínez 'El Teca'